# 디바차

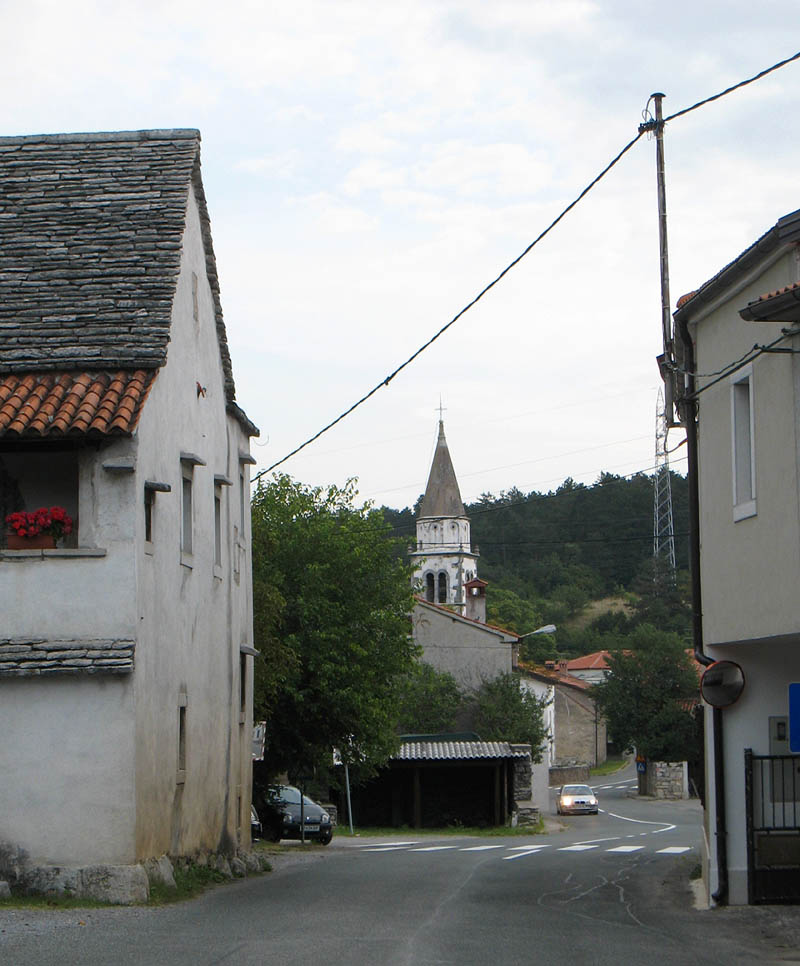
디바차 시가지

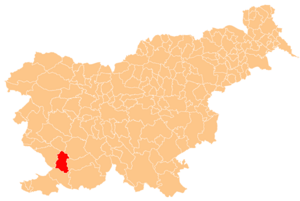
디바차의 위치

디바차(슬로베니아어: Divača)는 슬로베니아의 도시로 면적은 145.0km2, 인구는 3,814명(2002년 기준), 인구 밀도는 26.3명/km2이다.